# Satu Nou (Parincea), Bacău
Satu Nou (în trecut, Pârlituri) este un sat în comuna Parincea din județul Bacău, Moldova, România.